# Фабріс Жанне
Фабріс Жанне (фр. Fabrice Jeannet, 20 жовтня 1980) - французький фехтувальник, дворазовий олімпійський чемпіон.

## Виступи на Олімпіадах
| Олімпіада  | Дисципліна           | Місце |
| ---------- | -------------------- | ----- |
| Афіни 2004 | шпага, індивідуальні | 5     |
| Афіни 2004 | шпага, командні      | 1     |
| Пекін 2008 | шпага, індивідуальні | 2     |
| Пекін 2008 | шпага, командні      | 1     |